# Lionel Messi
Lionel Andrés Messi Cuccittini (n. 24 iunie 1987, Rosario, Provincia Santa Fe, Argentina) este un fotbalist argentinian care joacă pe post de atacant sau mijlocaș la Inter Miami CF și la echipa națională de fotbal a Argentinei.
Messi a evoluat la FC Barcelona în Primera División timp de 17 ani, între anii 2004 si 2021. Messi este considerat drept cel mai bun jucător din generația sa, și unul dintre cei mai buni din istoria fotbalului, fiind nominalizat la Jucătorul anului până la vârsta de 21 de ani. El a fost desemnat de FIFPro cât și de World Soccer Magazine "tânărul jucător al anului" timp de trei ani consecutiv în perioada 2003-2005. Stilul său de joc a atras comparații între el și legenda fotbalului Diego Maradona, și însuși Maradona l-a declarat pe Messi succesorul său.
Messi a început să joace fotbal încă de la o vârstă fragedă, potențialul său fiind foarte repede observat de Barcelona. În 2000, Messi s-a mutat cu toată familia în Europa, plecând de la Newell's Old Boys deoarece Barcelona s-a oferit să plătească tratamentul pentru deficiența hormonului de creștere (acum măsurând 1,69 m). Și-a făcut debutul în La Liga în sezonul 2004-2005, fiind cel mai tânăr jucător care a jucat și marcat un gol în campionatul Spaniei. Barcelona a câștigat titlul în sezonul de debut al lui Messi. Sezonul în care a ieșit la suprafață a fost 2006-2007: a devenit titular, a marcat un hat-trick în El Clásico și a terminat cu 14 goluri în 26 de meciuri de campionat. Cel mai de succes sezon a fost 2008-2009, când Messi a marcat 38 de goluri având un rol principal în câștigarea trofeelor obținute de catalani: Liga Campionilor, Campionatul și Cupa Spaniei.
Messi a fost golgheterul Campionatului mondial de tineret din 2005 marcând două goluri chiar în finală. La scurt timp după, a devenit un membru cu drepturi depline la prima reprezentativă. În 2006 el a devenit cel mai tânăr jucător care a evoluat la Campionatul Mondial, și a câștigat medalia de argint la Copa América în anul următor. La Olimpiada din Beijing el a câștigat primul trofeu cu naționala mare, și anume medalia de aur cu echipa olimpică de fotbal a Argentinei.
În 2009, 2010 și în 2011 a primit premiul Balonul de Aur pentru cel mai bun fotbalist al anului egalând performanța lui Michel Platini, singurul jucător din istorie care reușise să câștige până în acel moment 3 Baloane de Aur consecutiv. În 2012 depășește această barieră, fiind singurul jucător din istorie cu 4 Baloane de Aur câștigate consecutiv. În 2015 câștigă al 5-lea balon de aur din cariera sa. În iulie 2016, Lionel Messi anunța că se va retrage de la echipa națională la numai 29 de ani, după ce a ratat la loviturile de departajare în finala Copa América, astfel pierzând a treia finală consecutivă cu țara sa în 3 ani. Din fericire, se răzgândește o lună mai târziu, și începe pregătirea cu Argentina pentru Campionatul Mondial de Fotbal din 2018. În 2019, Messi a câștigat al 6-lea Balon de Aur, iar în 2021 l-a câștigat pe al 7-lea, urmând ca în 2023 să-l câștige pe al 8-lea, fiind jucătorul cu cele mai multe Baloane de Aur câștigate din lume. Messi și-a atras de-a lungul timpului porecle ca: Messidona, Messia, Messigician, La Pulga, Goat (greatest of all time = cel mai bun din toate timpurile). În data de 5 august 2021, el s-a despărțit de FC Barcelona fiind liber de contract, transferându-se ulterior la clubul francez Paris Saint-Germain și după la clubul american Inter Miami CF.
Împreună cu naționala mare a Argentinei, Messi a câștigat Copa América în 2021, iar în 2022 a câștigat Cupa Mondială.

## Biografie
Messi s-a născut pe 24 iunie 1987 în Rosario, Argentina. Tatăl său, Jorge Messi lucra într-o fabrică, iar mama sa, Celia (născută Cuccitini) era menajeră cu jumătate de normă. El are doi frați mai mari, Rodrigo și Matias, dar și o soră, Maria Sol. La vârsta de cinci ani, Messi a început să joace pentru Grandiolli, un club local antrenat de tatăl său Jorge. În 1995, Messi s-a mutat la Newell's Old Boys, echipă care se afla în orașul său, Rosario. La 11 ani a fost diagnosticat ca având un deficit de hormon de creștere.River Plate s-a arătat interesat de el dar nu avea bani pentru a-i plăti tratamentul de 900 de dolari pe lună. Carles Rexach, directorul sportiv al Barcelonei a aflat despre talentul lui Messi și astfel l-a adus pe jucător în probe la clubul catalan, după care Barcelona a semnat cu el văzând cât de bine joacă, oferindu-se să îi plătească tratamentul medical dacă vrea să se mute în Spania. Familia lui s-a mutat în Europa, iar el a ajuns în echipa de tineret a clubului.

## FC Barcelona
Messi și-a făcut debutul neoficial pentru prima echipă în meciul cu F.C. Porto pe 15 noiembrie 2003 (la 16 ani și 145 de zile). La mai puțin de un an distanță și-a făcut debutul în campionat cu RCD Espanyol pe 16 octombrie 2004 (la 17 ani și 114 zile), devenind al treilea cel mai tânăr jucător care a jucat pentru FC Barcelona și cel mai tânăr jucător de club care a jucat în La Liga (record doborât de coechipierul său Bojan Krkić în septembrie 2007). A marcat primul gol pentru echipa mare împotriva Albacete Balompié pe 1 mai 2005, când avea 17 ani, 10 luni și 7 zile, devenind cel mai tânăr jucător autor al unui gol în La Liga, până în 2007 când Bojan Krkić, din nou, i-a doborât recordul, marcând chiar din pasa lui Messi.

### Sezonul 2005-2006
Pe 16 septembrie, pentru a doua oară în trei luni, Barcelona i-a reînnoit contractul lui Messi, de această dată i s-a extins contractul până în iunie 2014 și i s-a mărit și salariul. Messi a obținut cetățenia spaniolă pe 26 septembrie și era gata în final să își facă debutul în La Liga. Până acum nu putea juca deoarece Barcelona deja avea prea mulți jucători extracomunitari. Primul meci al lui Messi în UEFA Champions League a venit pe 27 septembrie împotriva echipei italiene Udinese. Fanii Barcelonei de pe Camp Nou s-au ridicat în picioare și au început să aplaude atunci când Messi a fost înlocuit, ei fiind încântați de jocul de pase făcut cu Ronaldinho.
Messi a marcat șase goluri în șapte meciuri de campionat și un gol în Champions League în șase apariții. Oricum sezonul său s-a încheiat prematur pe 7 martie 2006 când a suferit o ruptură de mușchi la coapsa dreaptă în meciul retur cu Chelsea. Barcelona a cucerit la finalul sezonului trofeele de campioană a Europei și a Spaniei.

### Sezonul 2006-2007

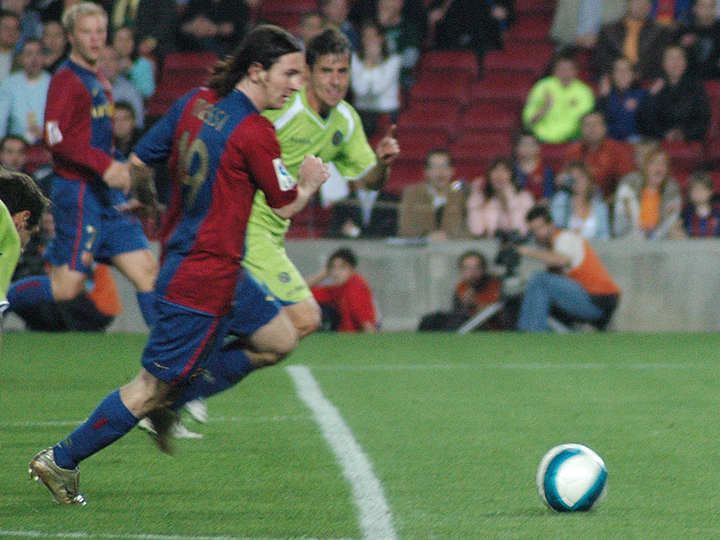
Messi cu puțin timp inainte de înscrierea unui gol împotriva lui Getafe

Messi s-a impus ca titular având evoluții bune împotriva lui Chelsea și Real Madrid. Pe 12 noiembrie, în meciul cu Real Zaragoza, Messi a suferit o ruptură a metatarsienelor care l-a ținut în afara gazonului trei luni. Messi s-a recuperat în Argentina și s-a întors pe teren în meciul cu Real Zaragoza pe 11 februarie, când a intrat în a doua repriză. Frank Rijkaard a avut grijă de recuperarea sa introducându-l pe teren din ce în ce mai mult. O lună mai târziu de la întoarcerea sa pe teren, el a jucat un meci întreg de campionat. A evoluat în El Clásico, derbiul cu Real Madrid, fiind în formă maximă și reușind să înscrie un hat-trick, ultimul gol marcându-l în prelungiri. Scorul final a fost 3-3. El a fost primul jucător de la Iván Zamorano (a jucat pentru Real Madrid în sezonul 1994-1995) și primul jucător al Barcelonei de la Romário (sezonul 1993-94) care a marcat un hat-trick în El Clásico. Messi este și cel mai tânăr jucător care a înscris în acest meci. Pe finalul sezonului el a început să înscrie mai des din cele 14 goluri, 11 au fost înscrise în ultimele 13 etape.

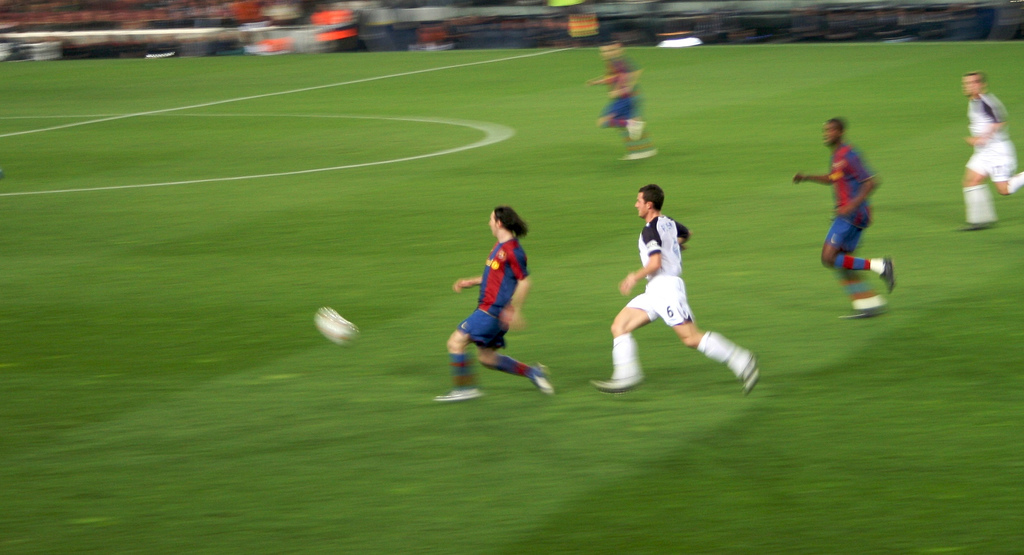
Messi într-un meci împotriva lui Rangers în 2007

Messi a dovedit că nu i se spunea pe degeaba „noul Maradona” el marcând un gol asemănător cu golul fabulos înscris de Maradona. Pe 18 aprilie 2007 el a înscris două goluri în semifinala din Copa del Rey împotriva lui Getafe, unul dintre ele fiind foarte asemănător de cel marcat la Mondialul din 1986 de Maradona. Comparația cu marele jucător argentinian a explodat, presa spaniolă numindu-l „Messidona”. El a alergat cam aceeași distanță (62 m), a driblat același număr de jucători (șase, incluzând portarul), înscriind din aceiași poziție, și a fugit la locul de executare a cornerului exact cum a făcut Maradona în urmă cu 21 de ani în Mexic. În conferința de presă de după meci, Deco, coechipierul lui Messi, a spus: "Nu e altul precum Leo." Împotriva lui Espanyol, Messi a înscris un gol asemănător cu cel din sferturile de finală ale aceleiași Cupe Mondiale marcat de Maradona împotriva Angliei cu mâna, el fiind supranumit „mâna Lui Dumnezeu”. Messi a sărit împingând mingea în poartă pe lângă portarul lui Espanyol Carlos Kameni. În ciuda protestelor celor de la Espanyol și a reluărilor care arătau că golul a fost marcat cu mâna, el a fost contabilizat.

### Sezonul 2007-2008
În timpul sezonului 2007-2008, Messi a înscris cinci goluri într-o săptămână conducând-o pe Barca între primele patru din La Liga. El a înscris două goluri împotriva lui FC Sevilla pe 22 septembrie. Cu câteva zile mai înainte el a înscris în meciul din Champions League când au învins pe Olympique Lyonnais cu 3-0 acasă, și apoi pe 26 septembrie când Messi a înscris alte două goluri împotriva lui Real Zaragoza în victoria cu 4-1.
El a fost nominalizat la premiul FIFPro al Organizației Jucătorilor Profesioniști din lume, la categoria atacanți. Într-un sondaj recent făcut de ziarul spaniol Marca a fost votat de 77% din oameni ca fiind cel mai bun jucător din lume. Jurnaliștii de la ziarele principale din Barcelona El Mundo Deportivo și Sport au declarat că Balonul de aur trebuia acordat lui Leo Messi, un punct de vedere susținut de Franz Beckenbauer și Johan Cruyff. Mai multe personalități din fotbal cum ar fi:Ronaldinho, Samuel Eto'o, Frank Rijkaard, Víctor Fernández, Bernd Schuster, Guti, Raúl, Gianluca Zambrotta, Francesco Totti, Antonio Cassano, Alfredo di Stéfano, Diego Maradona și Pelé au declarat la un moment dat că îl consideră pe Messi ca fiind unul din cei mai buni jucători din lume.
Pe 27 februarie, Messi a jucat al 100-lea meci oficial pentru Barça împotriva Valenciei.
Messi a fost ținut în afara terenului timp de șase săptămâni din cauza unei rupturi de mușchi la coapsa stângă, suferită în timpul unui meci din Champions League împotriva lui Celtic. Era a treia oară în patru sezoane când Messi suferea acest tip de accidentare.

### Sezonul 2008-2009

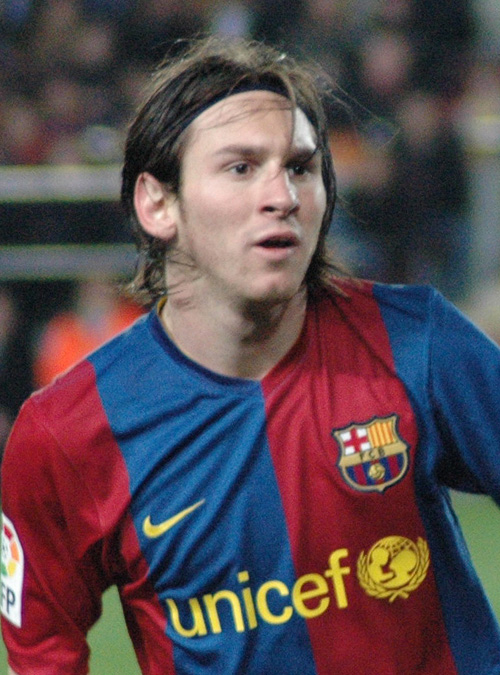
Messi într-un meci împotriva lui Deportivo de La Coruña

Cu plecarea lui Ronaldinho de la club, Messi a moștenit tricoul cu numărul 10. Pe 1 octombrie 2008, într-un meci din Champions League împotriva lui Șahtior Donețk, Messi a înscris două goluri după ce a intrat în locul lui Thierry Henry în ultimele șapte minute, întorcând scorul de la 0-1 la 2-1. În următorul meci din campionat împotriva lui Atlético Madrid un meci considerat ca fiind un duel între Messi și bunul prieten Sergio Agüero, Messi a înscris un gol dintr-o lovitură liberă și a dat o pasă de gol, Barcelona câștigând partida cu 6-1. Messi a marcat din nou două goluri împotriva Sevilliei, primul gol fiind înscris din voleu, iar al doilea după ce a driblat portarul și a trimis mingea în poartă dintr-un unghi imposibil. Pe 13 octombrie 2008, în timpul primului Clásico al sezonului, Messi a înscris al doilea gol în victoria 2-0 cu Real Madrid. El a fost numit în 2008 Jucătorul anului cu 678 de puncte.
Messi a marcat primul hat-trick pe anul 2009 într-un meci din Copa del Rey împotriva lui Atlético Madrid pe care Barcelona l-a câștigat cu 3-1. Messi a marcat o dublă importantă pe 1 februarie 2009, intrând în repriza a doua și ajutând-o pe Barça să revină de la 0-1 și să câștige cu 2-1.
A contribuit decisiv la cele trei trofee câștigate de FC Barcelona în acest sezon: Liga Campionilor, Campionatul și Cupa Spaniei. A fost golgheterul Ligii Campionilor, cu nouă goluri înscrise, unul dintre ele în finala cu Manchester United.

### Sezonul 2009-2010
La începutul sezonului, a contribuit la victoria Barcelonei în Supercupa Europei, meci după care antrenorul catalanilor, Josep Guardiola a declarat că Messi este probabil cel mai bun jucător pe care l-a văzut vreodată.
La 18 septembrie, Messi a semnat un nou contract cu Barcelona, care se întinde până în 2016 și are o clauză de reziliere de 250 de milioane de euro. Argentinianul încasează în urma înțelegerii 9,5 milioane de euro pe an, devenind astfel cel mai bine plătit fotbalist din La Liga. Patru zile mai târziu, pe 22 septembrie, Messi a înscris două goluri și a pasat decisiv la altul, în victoria Barçei cu 4-1 în campionat, în fața lui Racing Santander. Messi a marcat primul gol în Europa în acest sezon la 29 septembrie, într-un meci câștigat de Barcelona cu 2-0, cu Dinamo Kiev. În primele șapte meciuri din campionat, Messi a marcat șase goluri, al șaselea venind în disputa cu Real Zaragoza pe Camp Nou, câștigată de Barcelona cu 6-1. Al șaptelea gol în sezonul intern a venit dintr-un penalti, transformat în disputa cu Mallorca, la 7 noiembrie 2009.
La 1 decembrie 2009, Messi a primit Balonul de Aur pentru cel mai bun fotbalist al anului. El a stabilit un record al concursului inițiat de revista France Football, câștigând cu cel mai mare avans din istorie față de al doilea clasat, 240 de puncte. De asemenea, Messi este primul (și singurul) argentinian laureat cu acest trofeu.

### Sezonul 2010-2011
În sezonul 2010-2011, Messi a înscris 53 de goluri pentru Barcelona și a reușit să spulbere recordul lui Dudu Georgescu în clasamentul Ghetei de Aur .

### Sezonul 2011-2012
În acest sezon, Messi a reușit să marcheze pentru FC Barcelona 91 de goluri în toate competițiile evoluate cu echipa sa, fiind jucătorul cu cele mai multe goluri marcate într-un an calendaristic, depășindu-l pe Gerd Müller, care marcase într-un an calendaristic 85 de goluri. Messi a câștigat pe data de 7 ianuarie 2013 pentru a patra oară consecutiv Balonul de Aur, fiind primul jucător care câștigă mai mult de 3 Baloane de Aur. Se accidentează la bicepsul femural.

### Sezonul 2012-2013
Pe 20 martie, Lionel Messi a devenit fotbalistul cu cele mai multe goluri marcate pentru FC Barcelona din istoria acestui club la 24 de ani, depășind recordul vechi de 57 de ani de 232 de goluri al lui César Rodríguez cu un hat trick contra Granadei.

### Sezonul 2013-2014
Messi a depășit două recorduri într-o perioadă de 7 zile: un hat-trick pe 16 martie împotriva Osasunei l-a făcut golgeterul Barcelonei în toate competițiile, incluzându-le și pe cele amicale, depășind recordul lui Paulino Alcántara de 369 de goluri, iar un alt hat-trick pe 23 martie împotriva echipei Real Madrid CF l-a făcut fotbalistul cu cele mai multe goluri marcate în El Clásico.

## Statistici carieră

### Club
La 19 iulie 2025.
| Club                | Sezon         | Campionat          | Campionat | Campionat | Cupă    | Cupă   | UEFA Champions League | UEFA Champions League | Altele  | Altele | Total   | Total  |
| Club                | Sezon         | Divizia            | Meciuri   | Goluri    | Meciuri | Goluri | Meciuri               | Goluri                | Meciuri | Goluri | Meciuri | Goluri |
| ------------------- | ------------- | ------------------ | --------- | --------- | ------- | ------ | --------------------- | --------------------- | ------- | ------ | ------- | ------ |
| Barcelona C         | 2003–04       | Tercera División   | 10        | 5         | —       | —      | —                     | —                     | —       | —      | 10      | 5      |
| Barcelona B         | 2003–04       | Segunda División B | 5         | 0         | —       | —      | —                     | —                     | —       | —      | 5       | 0      |
| Barcelona B         | 2004–05       | Segunda División B | 17        | 6         | —       | —      | —                     | —                     | —       | —      | 17      | 6      |
| Barcelona B         | Total         | Total              | 22        | 6         | —       | —      | —                     | —                     | —       | —      | 22      | 6      |
| Barcelona           | 2004–05       | La Liga            | 7         | 1         | 1       | 0      | 1                     | 0                     | —       | —      | 9       | 1      |
| Barcelona           | 2005–06       | La Liga            | 17        | 6         | 2       | 1      | 6                     | 1                     | 0       | 0      | 25      | 8      |
| Barcelona           | 2006–07       | La Liga            | 26        | 14        | 2       | 2      | 5                     | 1                     | 3       | 0      | 36      | 17     |
| Barcelona           | 2007–08       | La Liga            | 28        | 10        | 3       | 0      | 9                     | 6                     | —       | —      | 40      | 16     |
| Barcelona           | 2008–09       | La Liga            | 31        | 23        | 8       | 6      | 12                    | 9                     | —       | —      | 51      | 38     |
| Barcelona           | 2009–10       | La Liga            | 35        | 34        | 3       | 1      | 11                    | 8                     | 4       | 4      | 53      | 47     |
| Barcelona           | 2010–11       | La Liga            | 33        | 31        | 7       | 7      | 13                    | 12                    | 2       | 3      | 55      | 53     |
| Barcelona           | 2011–12       | La Liga            | 37        | 50        | 7       | 3      | 11                    | 14                    | 5       | 6      | 60      | 73     |
| Barcelona           | 2012–13       | La Liga            | 32        | 46        | 5       | 4      | 11                    | 8                     | 2       | 2      | 50      | 60     |
| Barcelona           | 2013–14       | La Liga            | 31        | 28        | 6       | 5      | 7                     | 8                     | 2       | 0      | 46      | 41     |
| Barcelona           | 2014–15       | La Liga            | 38        | 43        | 6       | 5      | 13                    | 10                    | —       | —      | 57      | 58     |
| Barcelona           | 2015–16       | La Liga            | 33        | 26        | 5       | 5      | 7                     | 6                     | 4       | 4      | 49      | 41     |
| Barcelona           | 2016–17       | La Liga            | 34        | 37        | 7       | 5      | 9                     | 11                    | 2       | 1      | 52      | 54     |
| Barcelona           | 2017–18       | La Liga            | 36        | 34        | 6       | 4      | 10                    | 6                     | 2       | 1      | 54      | 45     |
| Barcelona           | 2018–19       | La Liga            | 34        | 36        | 5       | 3      | 10                    | 12                    | 1       | 0      | 50      | 51     |
| Barcelona           | 2019–20       | La Liga            | 33        | 25        | 2       | 2      | 8                     | 3                     | 1       | 1      | 44      | 31     |
| Barcelona           | 2020–21       | La Liga            | 35        | 30        | 5       | 3      | 6                     | 5                     | 1       | 0      | 47      | 38     |
| Barcelona           | Total         | Total              | 520       | 474       | 80      | 56     | 149                   | 120                   | 29      | 22     | 778     | 672    |
| Paris Saint-Germain | 2021–22       | Ligue 1            | 26        | 6         | 1       | 0      | 7                     | 5                     | —       | —      | 34      | 11     |
| Paris Saint-Germain | 2022–23       | Ligue 1            | 32        | 16        | 1       | 0      | 7                     | 4                     | 1       | 1      | 41      | 21     |
| Paris Saint-Germain | Total         | Total              | 58        | 22        | 2       | 0      | 14                    | 9                     | 1       | 1      | 75      | 32     |
| Inter Miami         | 2023          | MLS                | 6         | 1         | 1       | 0      | —                     | —                     | 7       | 10     | 14      | 11     |
| Inter Miami         | 2024          | MLS                | 19        | 20        | —       | —      | 3                     | 2                     | 3       | 1      | 25      | 23     |
| Inter Miami         | 2025          | MLS                | 18        | 18        | —       | —      | 7                     | 5                     | 4       | 1      | 29      | 24     |
| Inter Miami         | Total         | Total              | 43        | 39        | 1       | 0      | 10                    | 7                     | 14      | 12     | 68      | 58     |
| Total carieră       | Total carieră | Total carieră      | 653       | 546       | 83      | 56     | 173                   | 136                   | 44      | 35     | 953     | 773    |

1. ↑  Include Copa del Rey, Coupe de France, Lamar Hunt U.S. Open Cup
2. ↑  Toate aparițiile în UEFA Champions League, cu excepția cazului în care se menționează altfel
3. ↑  O apariție în UEFA Super Cup, două apariții în Supercopa de España
4. ↑  O apariție în UEFA Super Cup, o apariție și două goluri în Supercopa de España, două apariții și două goluri în FIFA Club World Cup
5. 1 2 3 4 5 6 7 8  Apariții în Supercopa de España
6. ↑  O apariție și un gol în UEFA Super Cup, două apariții și trei goluri în Supercopa de España, două apariții și două goluri în FIFA Club World Cup
7. ↑  O apariție și două goluri în UEFA Super Cup, două apariții și un gol în Supercopa de España, o apariție și un gol în FIFA Club World Cup
8. ↑  Apariție în Trophée des Champions
9. ↑  Apariții în Cupa Ligilor
10. 1 2  Apariții în CONCACAF Champions Cup
11. ↑  Apariții în MLS Cup playoffs
12. ↑  Apariții în FIFA Club World Cup

### Internațional

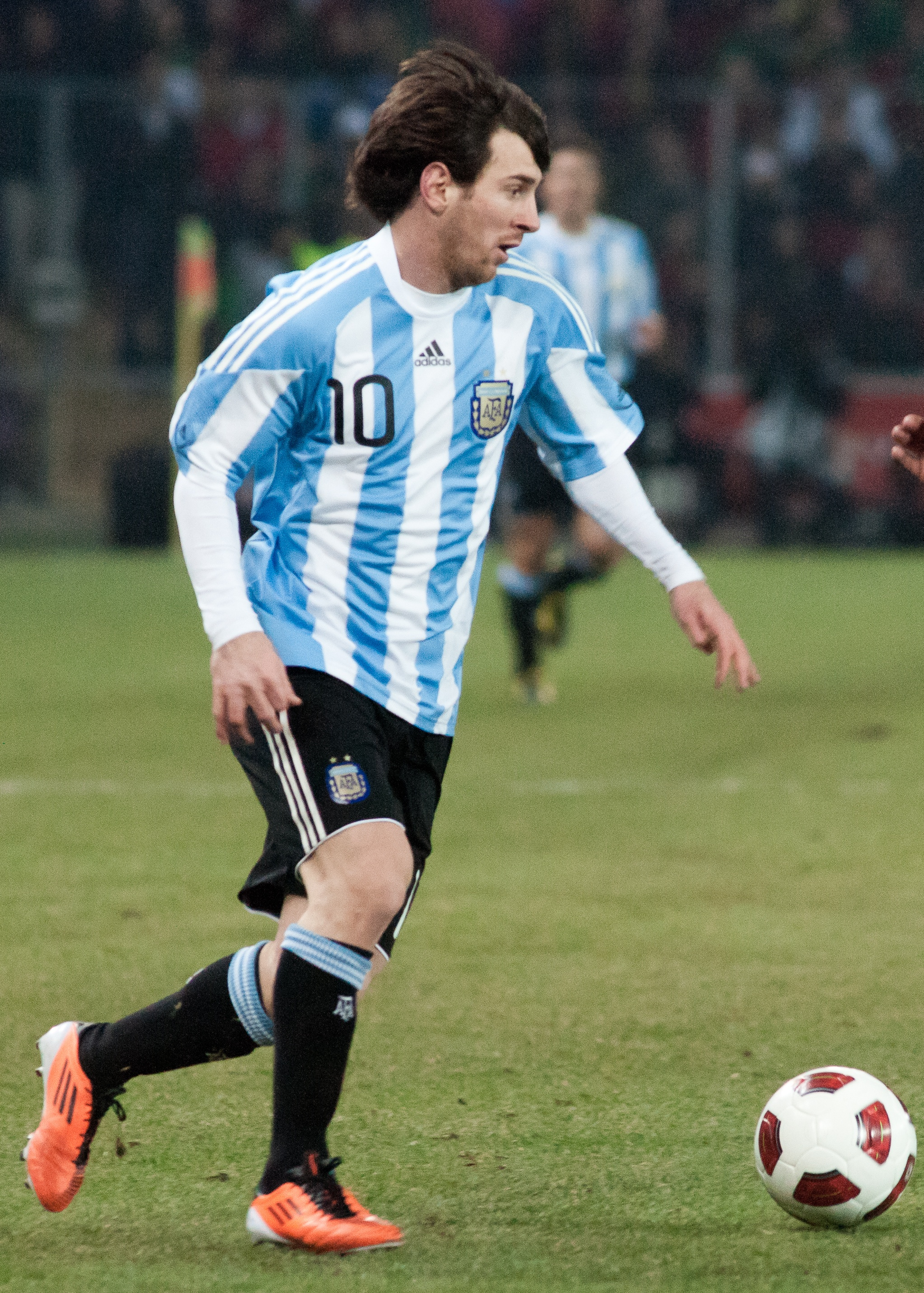
Messi jucând contra Portugaliei, pe 9 februarie 2011, în Geneva, Elveția

La 27 martie 2015.
| Echipa    | An    | Meciuri | Goluri |
| --------- | ----- | ------- | ------ |
| Argentina | 2005  | 5       | 0      |
| Argentina | 2006  | 7       | 2      |
| Argentina | 2007  | 14      | 6      |
| Argentina | 2008  | 8       | 2      |
| Argentina | 2009  | 10      | 3      |
| Argentina | 2010  | 10      | 2      |
| Argentina | 2011  | 13      | 4      |
| Argentina | 2012  | 9       | 12     |
| Argentina | 2013  | 7       | 6      |
| Argentina | 2014  | 13      | 8      |
| Total     | Total | 97      | 45     |

#### Goluri internaționale
| #   | Data               | Stadion                                                        | Oponent               | Gol | Rezultat | Competiție                                             |
| --- | ------------------ | -------------------------------------------------------------- | --------------------- | --- | -------- | ------------------------------------------------------ |
| 1.  | 1 martie 2006      | St. Jakob-Park, Basel, Elveția                                 | Croația               | 2–1 | 2–3      | Meci amical                                            |
| 2.  | 16 iunie 2006      | WM-Stadion Gelsenkirchen, Gelsenkirchen, Germania              | Serbia și Muntenegru  | 6–0 | 6–0      | Campionatul Mondial de Fotbal 2006                     |
| 3.  | 5 iunie 2007       | Camp Nou, Barcelona, Spania                                    | Algeria               | 2–2 | 4–3      | Meci amical                                            |
| 4.  | 5 iunie 2007       | Camp Nou, Barcelona, Spania                                    | Algeria               | 4–2 | 4–3      | Meci amical                                            |
| 5.  | 8 iulie 2007       | Metropolitano de Fútbol de Lara, Barquisimeto, Venezuela       | Peru                  | 2–0 | 4–0      | Copa América 2007                                      |
| 6.  | 11 iulie 2007      | Polideportivo Cachamay, Puerto Ordaz, Venezuela                | Mexic                 | 2–0 | 3–0      | Copa América 2007                                      |
| 7.  | 16 octombrie 2007  | José Pachencho Romero, Maracaibo, Venezuela                    | Venezuela             | 2–0 | 2–0      | Calificările pentru Campionatul Mondial de Fotbal 2010 |
| 8.  | 20 noiembrie 2007  | Estadio El Campín, Bogotá, Columbia                            | Columbia              | 1–0 | 1–2      | Calificările pentru Campionatul Mondial de Fotbal 2010 |
| 9.  | 4 iunie 2008       | Qualcomm Stadium, San Diego, United States                     | Mexic                 | 2–0 | 4–1      | Meci amical                                            |
| 10. | 11 octombrie 2008  | Estadio Monumental, Buenos Aires, Argentina                    | Uruguay               | 1–0 | 2–1      | Calificările pentru Campionatul Mondial de Fotbal 2010 |
| 11. | 11 februarie 2009  | Stade Vélodrome, Marseille, Franța                             | Franța                | 2–0 | 2–0      | Meci amical                                            |
| 12. | 28 martie 2009     | Estadio Monumental, Buenos Aires, Argentina                    | Venezuela             | 1–0 | 4–0      | Calificările pentru Campionatul Mondial de Fotbal 2010 |
| 13. | 14 noiembrie 2009  | Vicente Calderón Stadium, Madrid, Spania                       | Spania                | 1–1 | 1–2      | Meci amical                                            |
| 14. | 7 septembrie 2010  | Estadio Monumental, Buenos Aires, Argentina                    | Spania                | 1–0 | 4–1      | Meci amical                                            |
| 15. | 17 noiembrie 2010  | Khalifa International Stadium, Doha, Qatar                     | Brazilia              | 1–0 | 1–0      | Meci amical                                            |
| 16. | 9 februarie 2011   | Stade de Genève, Geneva, Elveția                               | Portugalia            | 2–1 | 2–1      | Meci amical                                            |
| 17. | 20 iunie 2011      | Estadio Monumental, Buenos Aires, Argentina                    | Albania               | 2–0 | 4–0      | Meci amical                                            |
| 18. | 7 octombrie 2011   | Estadio Monumental, Buenos Aires, Argentina                    | Chile                 | 2–0 | 4–1      | Calificările pentru Campionatul Mondial de Fotbal 2014 |
| 19. | 15 noiembrie 2011  | Estadio Metropolitano Roberto Meléndez, Barranquilla, Columbia | Columbia              | 1–1 | 2–1      | Calificările pentru Campionatul Mondial de Fotbal 2014 |
| 20. | 29 februarie 2012  | Stade de Suisse Wankdorf, Berna, Elveția                       | Elveția               | 1–0 | 3–1      | Meci amical                                            |
| 21. | 29 februarie 2012  | Stade de Suisse Wankdorf, Berna, Elveția                       | Elveția               | 2–1 | 3–1      | Meci amical                                            |
| 22. | 29 februarie 2012  | Stade de Suisse Wankdorf, Berna, Elveția                       | Elveția               | 3–1 | 3–1      | Meci amical                                            |
| 23. | 2 iunie 2012       | Estadio Monumental, Buenos Aires, Argentina                    | Ecuador               | 3–0 | 4–0      | Calificările pentru Campionatul Mondial de Fotbal 2014 |
| 24. | 9 iunie 2012       | MetLife Stadium, East Rutherford, United States                | Brazilia              | 1–1 | 4–3      | Meci amical                                            |
| 25. | 9 iunie 2012       | MetLife Stadium, East Rutherford, United States                | Brazilia              | 2–1 | 4–3      | Meci amical                                            |
| 26. | 9 iunie 2012       | MetLife Stadium, East Rutherford, United States                | Brazilia              | 4–3 | 4–3      | Meci amical                                            |
| 27. | 15 august 2012     | Commerzbank-Arena, Frankfurt, Germania                         | Germania              | 2–0 | 3–1      | Meci amical                                            |
| 28. | 7 septembrie 2012  | Estadio Mario Alberto Kempes, Córdoba, Argentina               | Paraguay              | 3–1 | 3–1      | Calificările pentru Campionatul Mondial de Fotbal 2014 |
| 29. | 12 octombrie 2012  | Estadio Malvinas Argentinas, Mendoza, Argentina                | Uruguay               | 1–0 | 3–0      | Calificările pentru Campionatul Mondial de Fotbal 2014 |
| 30. | 12 octombrie 2012  | Estadio Malvinas Argentinas, Mendoza, Argentina                | Uruguay               | 3–0 | 3–0      | Calificările pentru Campionatul Mondial de Fotbal 2014 |
| 31. | 16 octombrie 2012  | Estadio Nacional, Santiago, Chile                              | Chile                 | 1–0 | 2–1      | Calificările pentru Campionatul Mondial de Fotbal 2014 |
| 32. | 22 martie 2013     | Estadio Monumental, Buenos Aires, Argentina                    | Venezuela             | 2–0 | 3–0      | Calificările pentru Campionatul Mondial de Fotbal 2014 |
| 33. | 14 iunie 2013      | Estadio Mateo Flores, Guatemala City, Guatemala                | Guatemala             | 1–0 | 4–0      | Meci amical                                            |
| 34. | 14 iunie 2013      | Estadio Mateo Flores, Guatemala City, Guatemala                | Guatemala             | 3–0 | 4–0      | Meci amical                                            |
| 35. | 14 iunie 2013      | Estadio Mateo Flores, Guatemala City, Guatemala                | Guatemala             | 4–0 | 4–0      | Meci amical                                            |
| 36. | 10 septembrie 2013 | Estadio Defensores del Chaco, Asunción, Paraguay               | Paraguay              | 1–0 | 5–2      | Calificările pentru Campionatul Mondial de Fotbal 2014 |
| 37. | 10 septembrie 2013 | Estadio Defensores del Chaco, Asunción, Paraguay               | Paraguay              | 4–1 | 5–2      | Calificările pentru Campionatul Mondial de Fotbal 2014 |
| 38  | 7 iunie 2014       | Estadio Ciudad de La Plata, La Plata, Argentina                | Slovenia              | 2–0 | 2–0      | Meci amical                                            |
| 39  | 15 iunie 2014      | Estádio do Maracanã, Rio de Janeiro, Brazilia                  | Bosnia și Herțegovina | 2–0 | 2–1      | Campionatul Mondial de Fotbal 2014                     |
| 40  | 21 iunie 2014      | Mineirão, Belo Horizonte, Brazilia                             | Iran                  | 1–0 | 1–0      | Campionatul Mondial de Fotbal 2014                     |
| 41  | 25 iunie 2014      | Estádio Beira-Rio, Porto Alegre, Brazilia                      | Nigeria               | 1–0 | 3–2      | Campionatul Mondial de Fotbal 2014                     |
| 42  | 25 iunie 2014      | Estádio Beira-Rio, Porto Alegre, Brazilia                      | Nigeria               | 2–1 | 3–2      | Campionatul Mondial de Fotbal 2014                     |

## Palmares

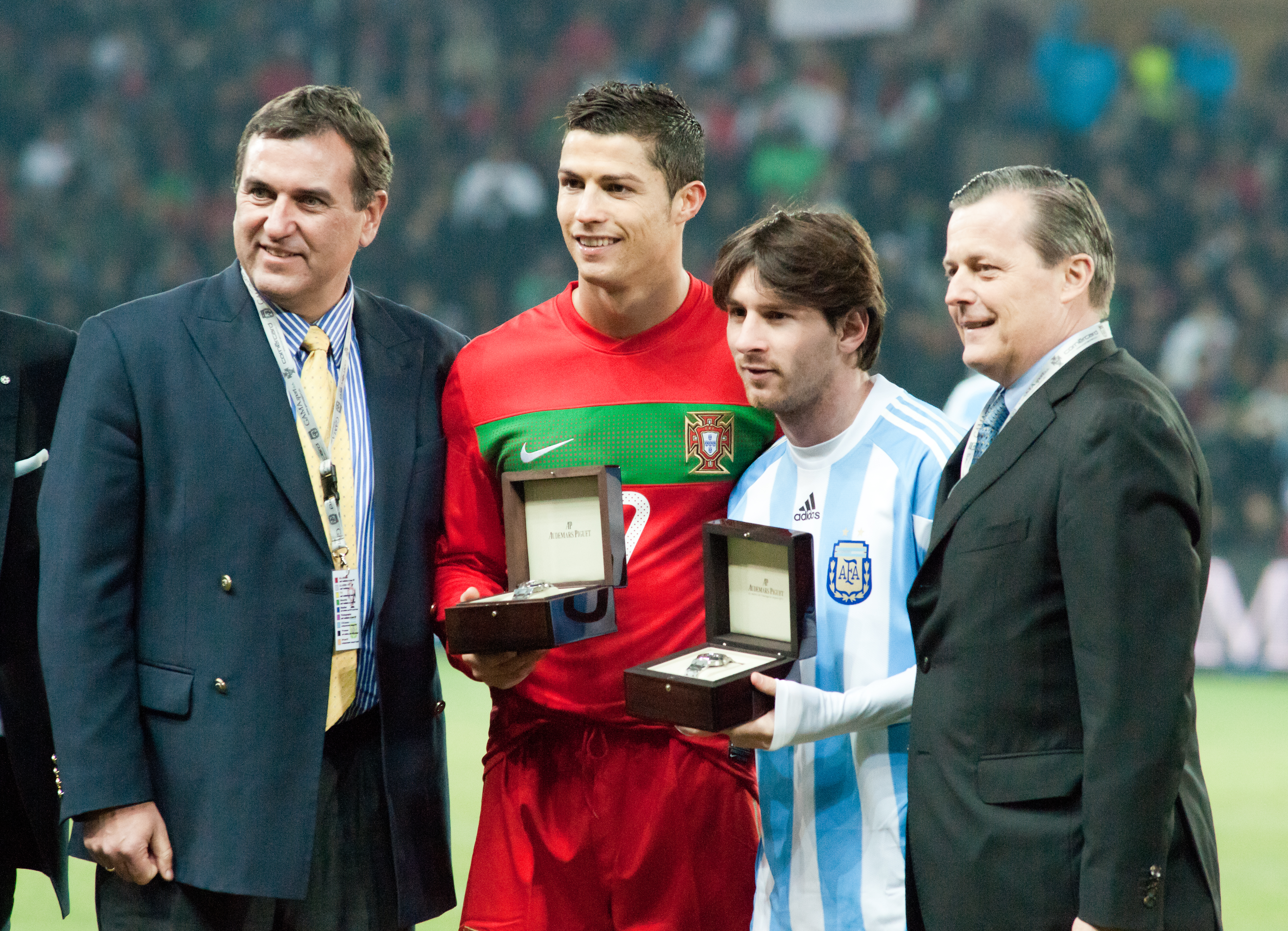
Messi și Cristiano Ronaldo înainte de un meci amical între Portugalia și Argentina, Geneva, Elveția, 9 februarie 2011.

### Barcelona
- La Liga: 2004–2005, 2005–2006, 2008–2009, 2009–2010, 2010–2011, 2012–2013, 2014–2015, 2015–2016, 2017–2018, 2018-2019
- Copa del Rey: 2008–2009, 2011–2012, 2014–2015, 2015–2016, 2016-2017, 2017-2018, 2020-2021
- Supercopa de España: 2005, 2006, 2009, 2010, 2011, 2013, 2016, 2018, 2019
- UEFA Champions League: 2005–06, 2008–09, 2010–11, 2014–15
- Supercupa Europei: 2009, 2011, 2015
- FIFA Club World Cup: 2009, 2011, 2015

### Paris Saint-Germain
- Ligue 1: 2021-2022, 2022-2023
- Trophée des Champions: 2022

### Inter Miami
- Cupa Ligilor: 2023

### Argentina
- Medalie de aur la Jocurile Olimpice de Vară: 2008
- Campionatul Mondial de Fotbal sub 20 de ani:

- Câștigător: 2005
- Copa América:

- Finalist: 2007, 2015, 2016
- Câștigător: 2021
- Campionatul Mondial de Fotbal:

- Finalist: 2014
- Câștigător: 2022

### Individual
- Balonul de Aur (8): 2009, 2010, 2011, 2012, 2015, 2019, 2021, 2023.
- Balonul de Aur la Campionatul Mondial (2): 2014, 2022.
- FIFA World Player of the Year (1): 2009. Nu mai există din 2009.
- World Soccer Player of the Year (3): 2009, 2011, 2012.
- World Soccer Greatest XI of All Time (1): 2013.
- Onze d'Or (4): 2009, 2011, 2012, 2018.
- Goal.com Player of the Year (3): 2009, 2011, 2013.
- European Golden Shoe (3): 2010, 2012, 2013.
- UEFA Best Player in Europe Award (1): 2011. Creat în 2011.
- UEFA Club Footballer of the Year (1): 2009. Nu mai există din 2010.
- FIFA Club World Cup Golden Ball (2): 2009, 2011.
- UEFA Champions League Final Man of the Match (1): 2011.
- UEFA Champions League Top Goalscorer (4): 2009, 2010, 2011, 2012.
- L'Équipe Champion of Champions : 2011.
- FIFA U-20 World Cup Player of the Tournament (1): 2005.
- FIFA U-20 World Cup Top Goalscorer (1): 2005.
- LFP Best Player (5): 2009, 2010, 2011, 2012, 2013.
- La Liga Player of the Year (3): 2009, 2010, 2011.
- La Liga Foreign Player of the Year (3): 2007, 2009, 2010. Nu mai există din 2010.
- Pichichi Trophy (3): 2010, 2012, 2013.
- LFP Best Forward (5): 2009, 2010, 2011, 2012, 2013.
- UEFA Champions League Forward of the Year (1): 2009. Nu mai există din 2010.
- La Liga Ibero-American Player of the Year (5): 2007, 2009, 2010, 2011, 2012.
- FIFPro World Young Player of the Year (3): 2006, 2007, 2008.
- World Soccer Young Player of the Year (3): 2006, 2007, 2008.
- Bravo Award (1): 2007.
- Golden Boy (1): 2005.
- Marca Legend Award (1): 2009.
- ESPY Best International Athlete (1): 2012.
- El País King of European Soccer (4): 2009, 2010, 2011, 2012.[89]
- IFFHS World's Top Goal Scorer (2): 2011, 2012.[90]
- IFFHS World's best Top Division Goal Scorer (1): 2012.[91]
- FIFA FIFPro World XI (6): 2007, 2008, 2009, 2010, 2011, 2012.
- UEFA Team of the Year (5): 2008, 2009, 2010, 2011, 2012.
- ESM Team of the Year (7): 2006, 2008, 2009, 2010, 2011, 2012, 2013.
- Copa América Young Player of the Tournament (1): 2007.
- Copa América Top Assist Provider (1): 2011
- Copa del Rey Top Goalscorer (1): 2011.
- Argentine Sportsperson of the Year Award (1): 2011.
- Olimpia de Plata (7): 2005, 2007, 2008, 2009, 2010, 2011, 2012.[92]

## Viața personală
Messi s-a întâlnit de ceva vreme cu Macarena Lemos, o tânără argentiniană din orașul său natal Rosario. Messi și Lemos s-au întâlnit în timpul Campionatului Mondial din Germania. În trecut, el a avut o relație și cu modelul argentinian Luciana Salazar. În ianuarie 2009, la Hat Trick Barca, un program de pe canalul 33, a spus: „Am o iubită, iar ea locuiește în Argentina și sunt mulțumit de ea.” În același timp, a fost reperat cu o fată, Antonella Rocuzzo, la carnavalul de la Sitges, după derby-ul Barcelona - Espanyol (Rocuzzo este tot din același oraș Rosario).
Messi este nașul lui Benjamin Aguero - fiul lui Sergio Agüero.
Messi este chipul jocurilor videoPro Evolution Soccer 2009,Pro Evolution Soccer 2010 (împreună cu Fernando Torres), Pro Evolution Soccer 2011, este de asemenea implicat în campaniile publicitare ale acestui joc. El este, de asemenea, fața companiilor: Adidas, Storkman, A-Style, Mirage, el Banco Sabadell, YPF, MasterCard, Garbarino, Xbox,McDonald's , Danone, Pepsi, Movistar.
Lionel Messi este, de asemenea, ambasadorul internațional al bunăvoinței UNICEF.
La 16 mai 2012, editura Electronic Arts  a confirmat că Lionel Messi va fi prezentat pe coperta jocului FIFA 13. Messi a luat parte la dezvoltarea unui nou sistem de dribling.
În mai 2012, Messi s-a oferit să plătească integral tratamentul pentru marocanul Valid Kashash, în vârstă de 6 ani, care dorea să devină jucător de fotbal, dar nu a putut face acest lucru din cauza lipsei hormonului de creștere.
Pe 2 noiembrie 2012, Antonella i-a dăruit primul fiu lui Messi (pe Thiago) într-un spital din Barcelona. Pe 11 septembrie 2015 cuplul a avut un al doilea fiu - Mateo, iar pe 10 martie 2018 s-a născut al treilea fiu, Ciro.
În ianuarie 2013, Messi a donat 152.000 de euro pentru reconstrucția centrului de sport din Rosario.
Odată antrenorul principal al echipei naționale a Argentinei, Alejandro Sabella, a spus că pentru a descrie jocul, Messi are nevoie de un cuvânt separat. Pepsi, care lucrează de mai mulți ani cu Messi, a lansat o campanie de socializare prin care a solicitat un adjectiv care să descrie jocul lui Messi. În februarie 2013, dicționarul spaniol „Santillana” a inclus adjectivul inmessionante, format din numele de familie Messi. Noul cuvânt are două semnificații: 1) Stilul de joc al lui Messi, capacitatea nelimitată de a se perfecționa 2) o descriere a celui mai bun jucător de fotbal din toate timpurile.

### Tatuaje
În 2013, Messi și-a imprimat un tatuaj: pe piciorul stâng are acum numele fiului său Thiago și imaginea mâinilor sale. În mai 2015, Lionel și-a făcut un tatuaj pe brațul drept: pe cot sunt vitralii ai Bisericii Sfintei Familii, pe braț sunt înfipt un ceas, o floare de lotus și o hartă a orașului Rosario.

## Controverse
În iulie 2014, judecătorii spanioli l-au acuzat pe Messi și tatăl său că au consimțit la crearea și menținerea unui grup de societăți fictive, care aveau ca unic scop eludarea respectării obligațiunilor fiscale provenite din veniturile generate de exploatarea drepturilor de imagine a fotbalistului.
Lionel Messi și tatăl său erau suspectați că datorează 5,3 milioane de dolari statului spaniol, reprezentând taxe neplătite.